# Margaret Preston
Margaret Preston, nasceu Margaret Rose McPherson (29 de abril de 1875, em Adelaide, Austrália - 28 de maio de 1897, Sydney), artista australiana.

## Biografia
Nascida Margaret Rose McPherson em Port Adelaide em 29 de abril de 1875, Preston era filha do engenheiro David McPherson e de Prudence Lyle. Aos 30 anos, após a morte de seus pais, Preston foi para a Europa onde algumas de suas pinturas foram expostas nos salões de Paris em 1905 e 1906. Suas principais influências eram os pós-impressionistas franceses, e depois o cubismo e a arte nipônica. Após a Primeira Guerra Mundial ela encontrou William Preston, com quem se casou em 1919. O casal viajava constantemente e freqüentemente coletava material das tribos aborígenes da Austrália. Suas gravuras em madeira se tornaram a maior expressão da arte moderna australiana, mas seus trabalhos mais famosos são suas pinturas a óleo modernistas. Em 1923 ela começou a advogar por uma arte nacional que envolvesse mais a cultura aborígene e constantemente usava pessoas desse povo como figuras em suas pinturas. Nos anos 40 ela começou a usar linhas mais simples e uma paleta de cores mais terrosa em suas paisagens a óleo, influenciada pela arte aborígene. Preston faleceu em 28 de Maio de 1963, deixando uma vasta obra e sendo uma das artistas mulheres mais lembradas da Austrália.

## Formação
Margaret Rose McPherson mudou-se para Sydney em 1885, onde frequentou o colégio Fort Street Girl's High School por dois anos, já demonstrando interesse pelas artes. Teve aulas particulares com William Lister Lister. Mais tarde, aos 52 anos, a artista viria a escrever sobre a sua infância e quando desenvolveu seu interesse em arte no artigo "From Eggs to Eletrolux", em 1927. Ali, ela descreve a sua primeira visita à Galeria de Arte de South Wales, quando tinha 12 anos. Era:
"um lugar grande, quieto, com um odor agradável, com muitas pinturas penduradas nas paredes e aqui e ali estudantes sentados em bancos altos, copiando de seus cavaletes. [Minha] primeira impressão não foi de beleza do maravilhamento das pinturas, mas de quão legal deve ser sentar em um banco alto com pessoas te olhando enquanto passam... A visita me guiou à decisão de ser uma artista."
Seguindo suas aulas com Lister, Preston foi estudar na National Gallery of Victoria Art School de 1889 a 1894. Seus estudos foram interrompidos entre os anos de 1894 e 1895, devido à doença e morte de seu pai. Quando voltou à escola, começou a trabalhar com Bernard Hall. Mostrou uma forte preferência por pintar natureza morta em vez de pessoas e, em 1897, ganhou a bolsa de estudos Natureza Morta, que garantiu-lhe um ano de estudos gratuito. Em 1898, transferiu-se para a Adelaide's School of Design, onde estudou com H. P. Gill e Hans Heysen.

## Docência
Durante o início de sua carreira, Preston ensinou arte para sustentar a si mesma e para ajudar a família. Ela começou dar aulas particulares enquanto estudava na Adelaide's School of Design, montando seu próprio estúdio em 1899. Mais tarde, lecionou na St Peter's College e na Presbyterian Ladies' College, ambos em Adelaide. Entre suas alunas estavam artistas notáveis, como Bessie Davidson, Gladys Reynell e Stella Bowen. Gladys Reynell e Stella Bowen assistiram às suas aulas em 1908.